# ピローラス級防護巡洋艦
ピローラス級防護巡洋艦 (Pelorus class cruiser) は、イギリス海軍の防護巡洋艦の艦級でイギリス海軍では三等防護巡洋艦に類別していた。

## 概要
本艦はイギリス海軍が自国の通商路保護と植民地警備を主任務とする小型の防護巡洋艦として設計・建造されたクラスである。

## 艦形

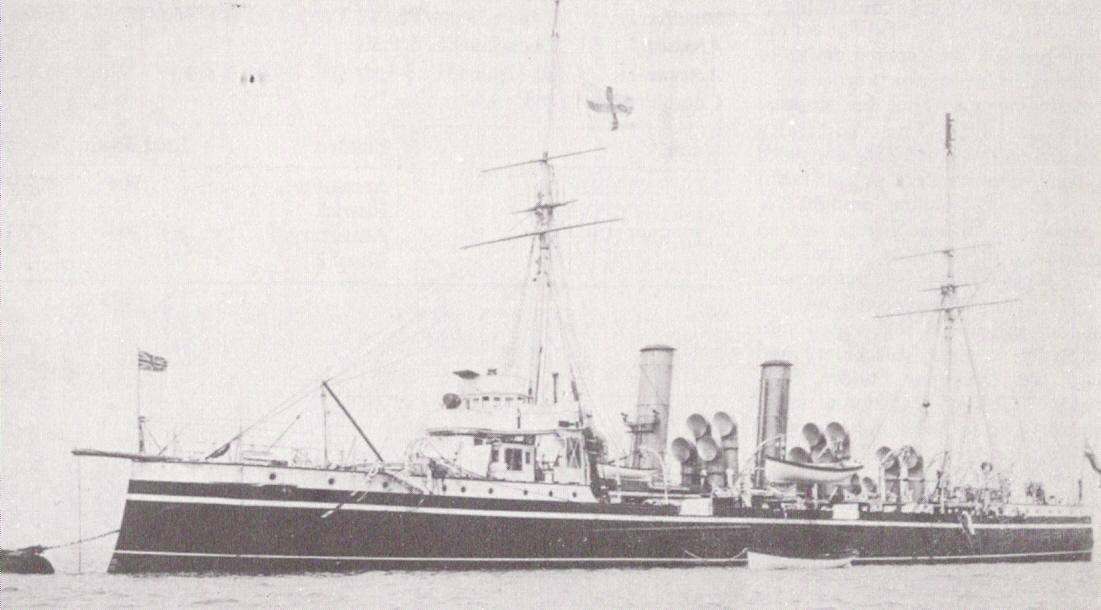
1897年に撮られたピローラス。

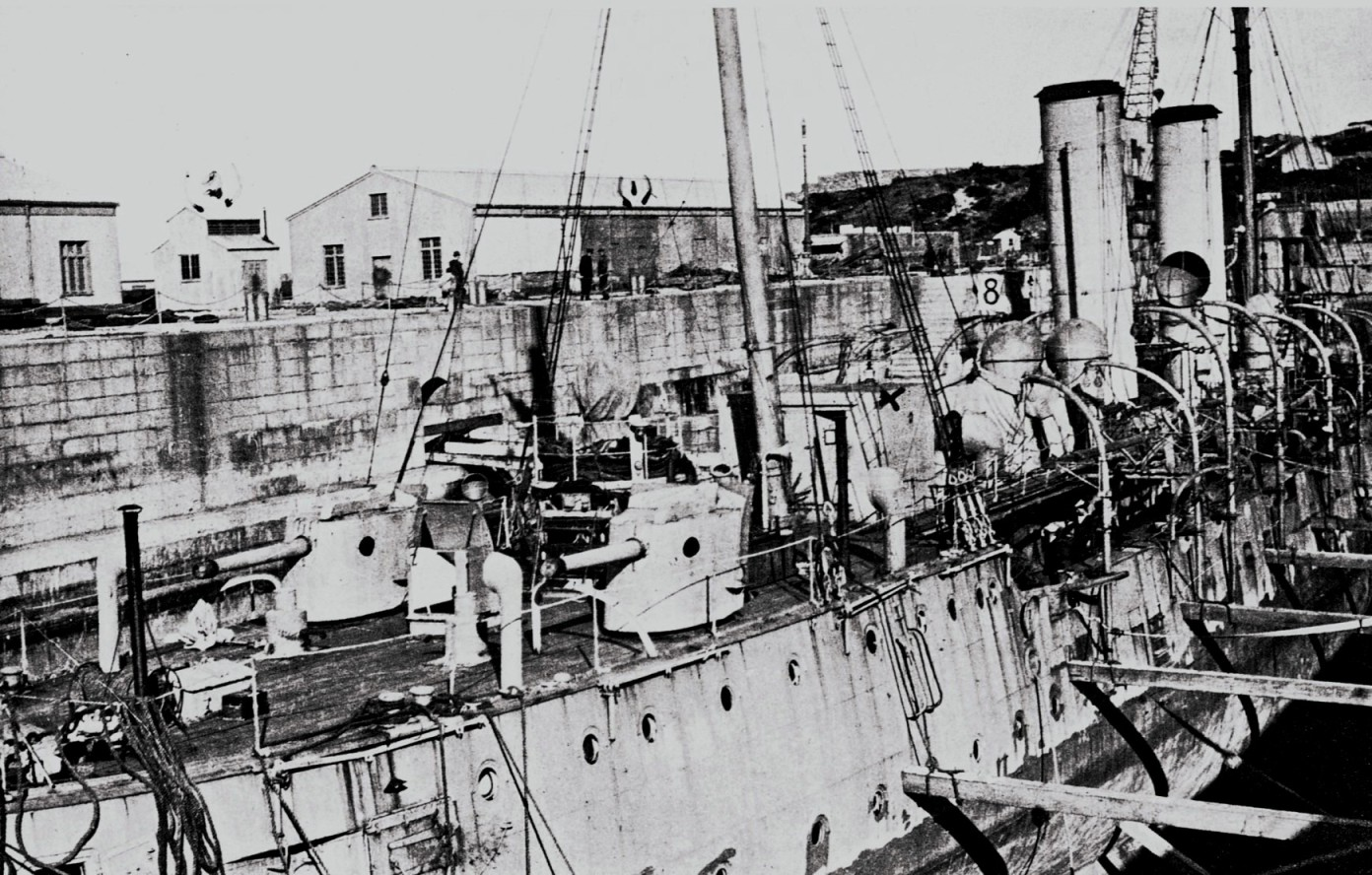
本級のパイアニア。後甲板上に単装砲を並列に配置しているのが特色である。

未だ帆船時代のデザインが色濃く残る時代のイギリスらしく気品ある印象を受ける。船体は長船首楼型船体である。水面下に衝角（ラムの付いた艦首から甲板上に15.2cm速射砲を防盾の付いた単装砲架で2基を並列配置した。その背後に司令塔の上に、両脇に船橋を持つ操舵艦橋と単脚式の前部マストが立つ。船体中央部に4本煙突が等間隔に立ち、その周囲は艦載艇置き場となっており、前後マストを基部とするクレーン1基ずつ計2基により運用された。4番煙突の後方に後部マストと後部艦橋が立ち、舷側部には前後艦橋の側面に半円形の張り出しを儲けて縦置きに2基を配置、船体中央部のに2基を配置していた。後部艦橋から一段下がって、後部甲板上に15.2cm速射砲2基を並列配置された。この武装配置により艦首方向に最大で15.2cm砲6門、舷側方向に最大で15cm砲8門、艦尾方向に最大で15cm砲6門が指向できた。

## 同型艦
- ピローラス- Pelorus (1897)
- パクトーラス- Pactolus (1898)
- プロセルピナ- Proserpine (1899)
- ペガサス- Pegasus (1899)
- パーシュース- Perseus (1901)
- パモーナ- Pomone (1899)
- ピラマス- Pyramus (1900)
- サイキ- Psyche (1900) - 1915年オーストラリア海軍に移籍
- プロメテュース- Prometheus (1898)L
- パイアニア- Pioneer (1900) - 1912年オーストラリア海軍に移籍
- パンドーラ- Pandora (1901)

## 参考図書
- 「世界の艦船 増刊第46集　イギリス巡洋艦史」（海人社）
- 「Conway All The World's Fightingships 1860-1905」（Conway）
- 「Conway All The World's Fightingships 1906–1921」（Conway）